# سرخس شاهانه
سرخس شاهانه (نام علمی: Osmunda regalis) نام یک گونه از سرده شاه‌سرخس است.